# Anna (Illinois)
Anna – miasto w Stanach Zjednoczonych, w stanie Illinois, w hrabstwie Union.